# Олександр Журавницький
Олександр Журавницький, або Жоравницький — руський волинський зем'янин (або шляхтич), урядник. Посади: луцький ключник, староста, війт. 
Отримав луцьке староство завдяки підтримці кандидатури Стефана Баторія під час безкоролів'я 1573—1574 років, обійшовши конкурента Костянтина Острозького, прихильника Габсбургів.
Брав участь у Лівонській війні, перед цим «записав» дружині луцьке війтівство разом із селом Блудів.

## Родина
Дружина — Анна Красенська, діти:
- Василь
- Марко